# Blang Keutumba
Blang Keutumba is een bestuurslaag in het regentschap Bireuen van de provincie Atjeh, Indonesië. Blang Keutumba telt 1827 inwoners (volkstelling 2010).